# Stengelkirche Wellesweiler

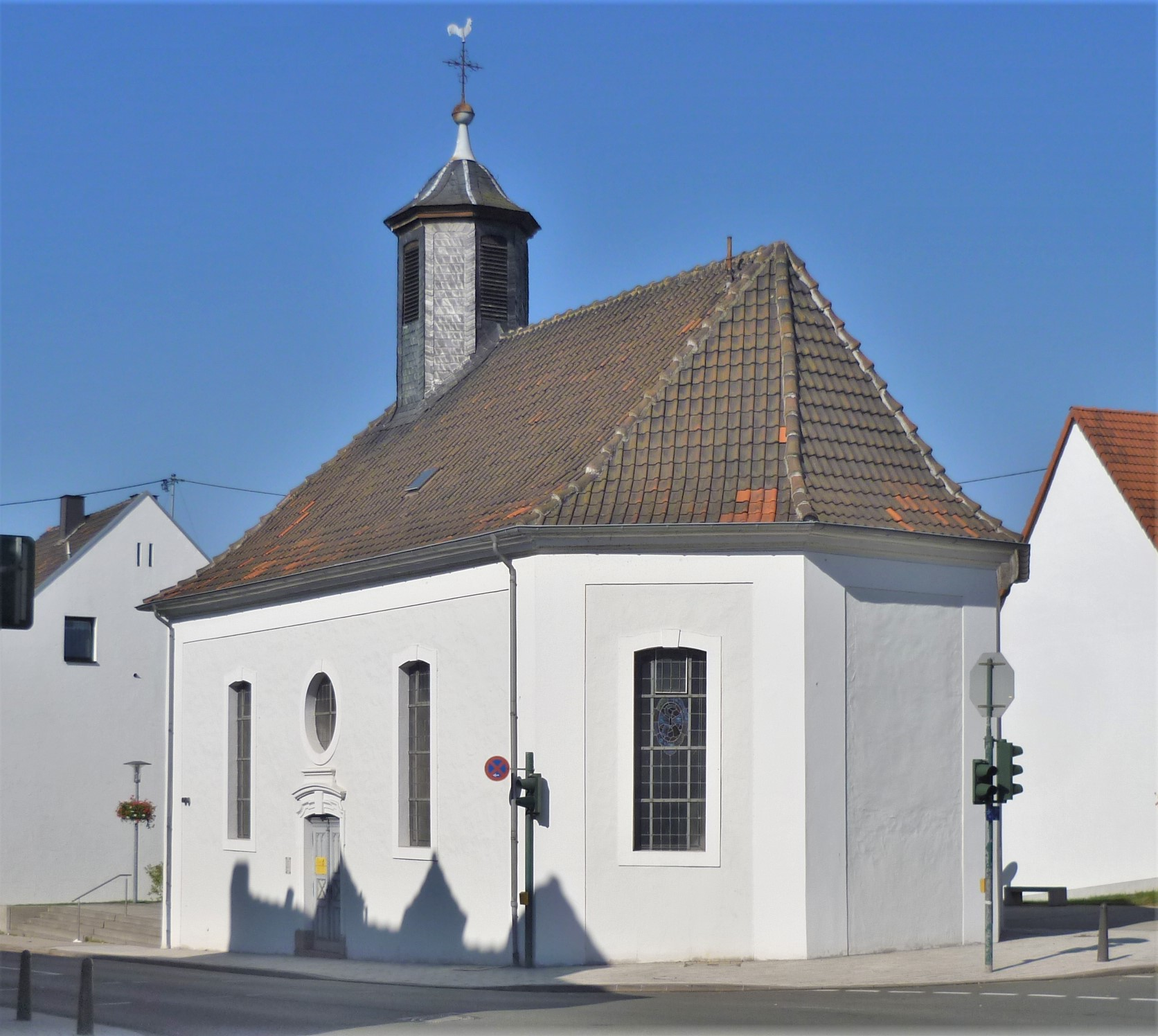
Stengelkirche mit dreiseitigem Chor

Die Stengelkirche Wellesweiler ist eine profanierte evangelische Pfarrkirche im Neunkircher Ortsteil Wellesweiler. Das Bauwerk steht als Einzeldenkmal unter Denkmalschutz.

## Geschichte

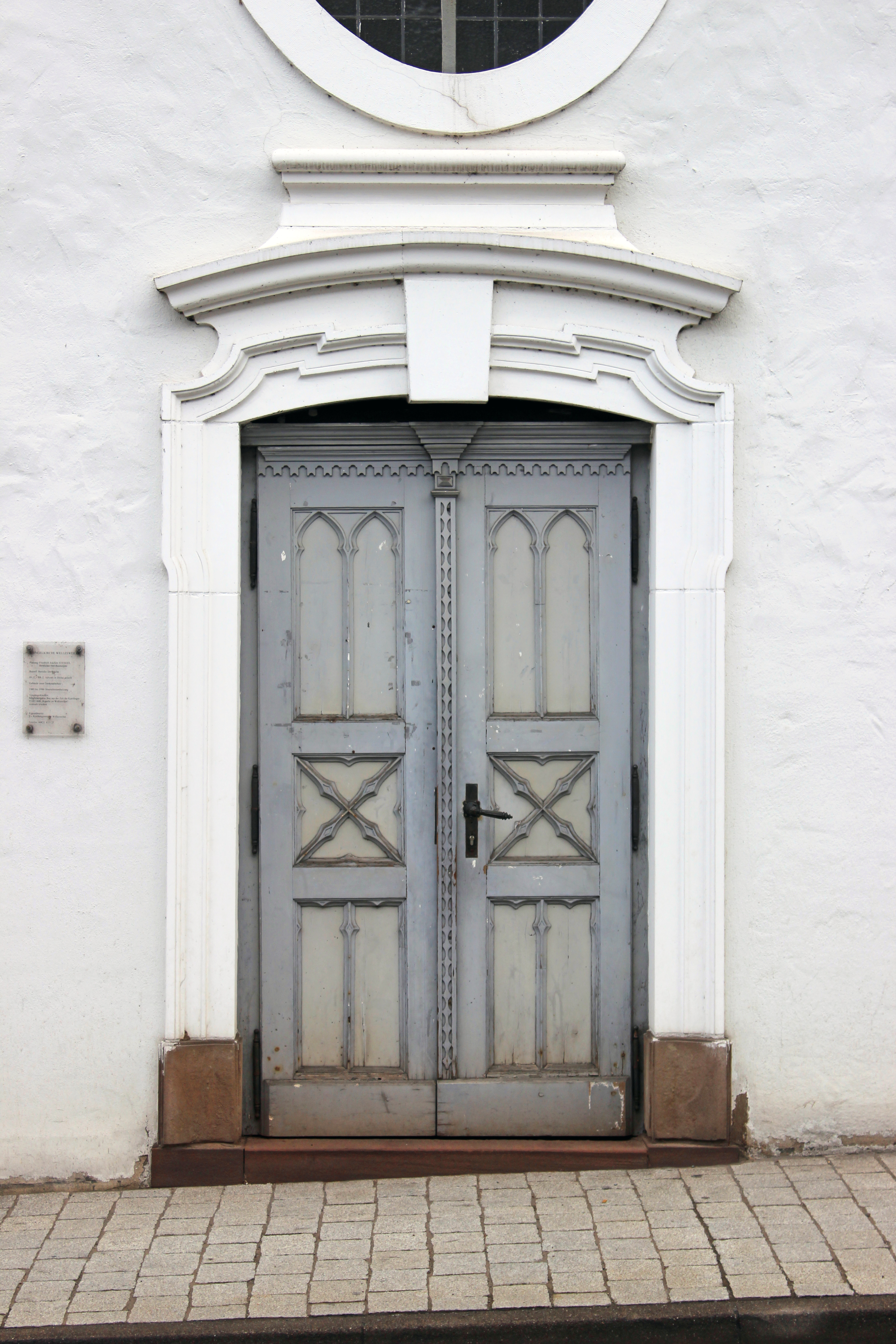
Barockes Portal

Laut Bauakten soll bereits im Mittelalter am Standort des heutigen Bauwerks eine Kirche gestanden haben. Dies konnte bei Grabungsarbeiten während einer Restaurierung im Jahr 1995 bestätigt werden. Es handelte sich um eine Chorturmkirche aus dem 14./15. Jahrhundert. An der Ostseite eines fast quadratischen Raumes war ein quadratischer Turm angestellt, in dessen gewölbtem Erdgeschoss der Altar stand. Das Altarfundament im Bereich des Turmes war noch vorhanden. Aufgrund von Keramikscherben aus dem 9. oder 10. Jahrhundert und urkundlichen Erwähnungen scheint es sogar möglich, dass schon zu karolingischer Zeit eine Kirche bestanden haben könnte.
1724 mussten die Gottesdienste in dem spätmittelalterlichen Bau eingestellt werden, weil die Kirche baufällig wurde. Die Gottesdienste wurden bis 1755 im sogenannten „Hofhaus“, dem heutigen Junkerhaus, zelebriert. 1756 entschied man sich zu einem Neubau an Stelle der alten Kirche. Die Pläne aus den Jahren 1756/57 stammten wohl von dem Saarbrücker Baumeister Karl Abraham Dodel, dem Werkmeister des Generalbaudirektors Friedrich Joachim Stengel. 1862 erhielt die Kirche eine Orgelempore, 1885 erfolgte ein Umbau und die Kirche bekam ihre heutige Empore. Im Jahr 1920 geriet die Kirche in Brand. Bei der anschließenden Restaurierung wurden Bleiglasfenster verbaut. Drei Jahre später wurde auch der Fußbodenbelag erneuert.
1960 wurde die Kirche nach dem Bau eines neuen, größeren Gotteshauses in der Nähe des Pfarrhauses profaniert und bis 1987 als Jugendzentrum genutzt. Dabei wurden Fenster und Orgel zerstört. Zwischenzeitlich wurde sogar an einen Abriss des Gebäudes gedacht. Nur die notwendigsten Erhaltungsmaßnahmen wurden durchgeführt. Um 1990 entschloss sich das Presbyterium aber, eine Generalinstandsetzung herbeizuführen und ein Nutzungskonzept aufzustellen. Die alte Kirche soll als multikultureller Begegnungs- und Veranstaltungsraum zur Verfügung stehen.
Mehrfach wurde die Kirche restauriert: Zwischen 1976 und 1987 erfolgten erste Restaurierungen. Von 1993 bis 1998 weiter von Restaurator Manfred Schöndorf (Rottweiler) saniert, darunter auch eine Reparatur der Bleiglasfenster. Das Gebäude  erhielt einen Hausanschlussraum, ein Stuhllager, eine Teeküche und eine Toilette. Der Altar wurde entfernt, die Kanzel blieb erhalten. In dieser Zeit erfolgten auch archäologische Untersuchungen durch Christel Bernard. Dabei bestätigte sich die Vermutung, dass ein Vorgängerbau aus hoch- bis spätmittelalterlicher Zeit existiert haben muss.

## Architektur und Ausstattung
Der schlichte Saalbau mit dreiseitigem Schluss im Osten wird durch Putzlisenen gegliedert. Im Westen sitzt auf dem Walmdach ein geschieferter oktogonaler Dachreiter. Die Straßenseite der Kirche besitzt drei Achsen, von denen die beiden äußeren hochrechteckige Fenster mit flachem Segmentbogen und Schlussstein aufnehmen. In der mittleren Achse sitzt das barocke Eingangsportal mit Doppelflügeltür und profiliertem Gewände. Darüber sitzt ein Okulus. Das Innere der Kirche wird von einer hölzernen Flachdecke überspannt, die ursprünglich mit einem Sternenhimmel übermalt war. Erhalten ist eine hölzerne Empore.
Zwei einfache Schriftplatten als Grabsteine von Jacob Christian Wolfanger († 1759) und Anna Margarethe Fleck († 1761)  sind ebenfalls erhalten. Das Ehepaar hatte eine beachtliche Summe zum Bau der Kirche gestiftet. Die Grabplatten waren ursprünglich im Boden eingelassen, wurden aber 1923 bei der Sanierung des Fußbodens aufgenommen und neben dem Eingang in die Kirchenwand eingemauert.